# Č
Č je čtvrté písmeno české a páté písmeno slezské fonetické abecedy. Písmeno se vyskytuje ve všech západoslovanských abecedách kromě polštiny a kašubštiny, ve všech jihoslovanských abecedách používajících latinku a v abecedách sújských dialektů. Jedná se o písmeno velice často používané v slovanských jazycích.
Jeho fonetická hodnota je [t͡ʃ], při nepřesné výslovnosti i [d͡ʒ].

## Významy
- Běžná zkratka pro číslo

## Výskyty v jazycích
Č je čtvrté písmeno chorvatské, srbské, české, bosenské, slovenské, slovinské, slezské a lakotské abecedy a páté písmeno lotyšské a litevské abecedy.
V cyrilici je jeho obdobou písmeno Ч.